# 卡萊斯科格爾山
46°56′14″N 10°55′20″E / 46.93722°N 10.92222°E

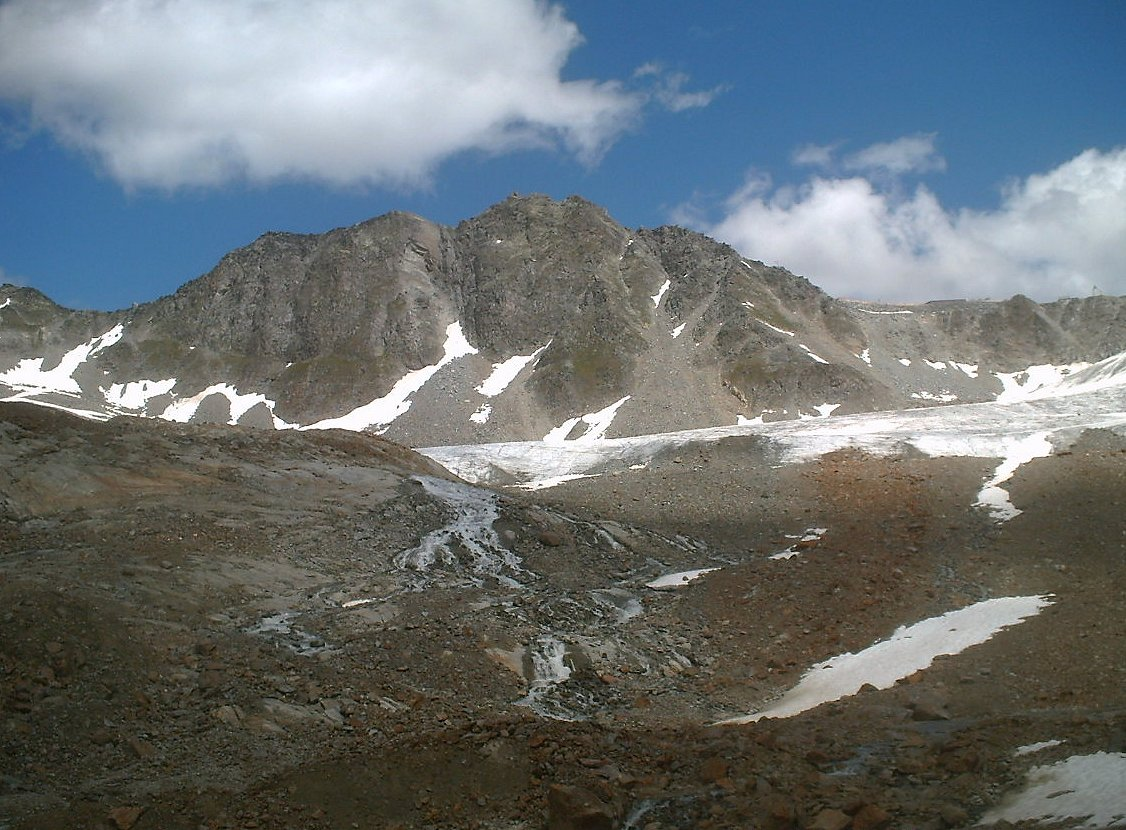

卡萊斯科格爾山（德語：Karleskogel），是奧地利的山峰，位於該國西部，由蒂羅爾州負責管轄，屬於奧茨塔爾阿爾卑斯山脈的一部分，海拔高度3,107米，人類在1890年8月23日首次登頂。